# Bam (Burkina Faso)
Pour les articles homonymes, voir Bam.
Le Bam est l'une des 45 provinces du Burkina Faso située dans la région du Centre-Nord.

## Géographie

### Démographie
- 211 551 habitants (51,80 hab/km2) recensés en 1996[4].
- 212 295 habitants (51,98 hab/km2) estimés en 2001.
- 255 766 habitants (62,63 hab/km2) estimés en 2003[5].
- 277 092 habitants (67,85 hab/km2) recensés en 2006[6].
- 473 955 habitants (116,05 hab/km2) recensés en 2019[3].

### Principales localités
Ne sont listées ici que les localités de la province ayant atteint au moins 4 000 habitants dans les derniers recensements (ou estimations de source officielles). Les données détaillées par ville, secteur ou village du dernier recensement général de 2019 ne sont pas encore publiées par l'INSD (en dehors des données préliminaires par département).
| Ville ou village                    | Coordonnées                 | Altitude | Population  | Population |
| Ville ou village                    | Coordonnées                 | Altitude | 2006        |            |
| ----------------------------------- | --------------------------- | -------- | ----------- | ---------- |
| Kongoussi                           | 13° 19′ 33″ N, 1° 32′ 05″ O | 302 m    | 25 172 hab. |            |
| Rollo (ou Dolo, Tiolo)              | 13° 35′ 58″ N, 1° 42′ 21″ O | 330 m    | 8 401 hab.  |            |
| Bourzanga (ou Boulzanga, Bourzenga) | 13° 40′ 41″ N, 1° 32′ 46″ O | 304 m    | 7 235 hab.  |            |
| Rouko                               | 13° 12′ 53″ N, 1° 37′ 54″ O | m        | 6 918 hab.  |            |
| Tikaré (ou Tikare, Tinari, Tinkari) | 13° 17′ 15″ N, 1° 43′ 36″ O | m        | 5 878 hab.  |            |

## Histoire
Le Bam a été érigé en province le 15 septembre 1983.

## Administration

### Chef-lieu et haut-commissariat
Kongoussi est le chef-lieu de la province, administrativement dirigée par un haut-commissaire, nommé par le gouvernement et placé sous l'autorité du gouverneur de la région.
Le nouveau siège du haut-commissariat a été inauguré à Kongoussi le 8 avril 2021, à la place du vétuste bâtiment qu'il occupait depuis 1983 à la fondation de la province, par le ministre chargé de l’Administration du territoire Clément Pengwendé Sawadogo, en présence du ministre chargé de l’Environnement Siméon Sawadogo et du gouverneur de la région du Centre-Nord Casimir Segda.
| Période     | Période  | Identité      | Fonction précédente | Observation           |
| ----------- | -------- | ------------- | ------------------- | --------------------- |
| 3 juin 2020 | En cours | Ali Ouédraogo |                     | Administrateur civil, |

### Départements ou communes

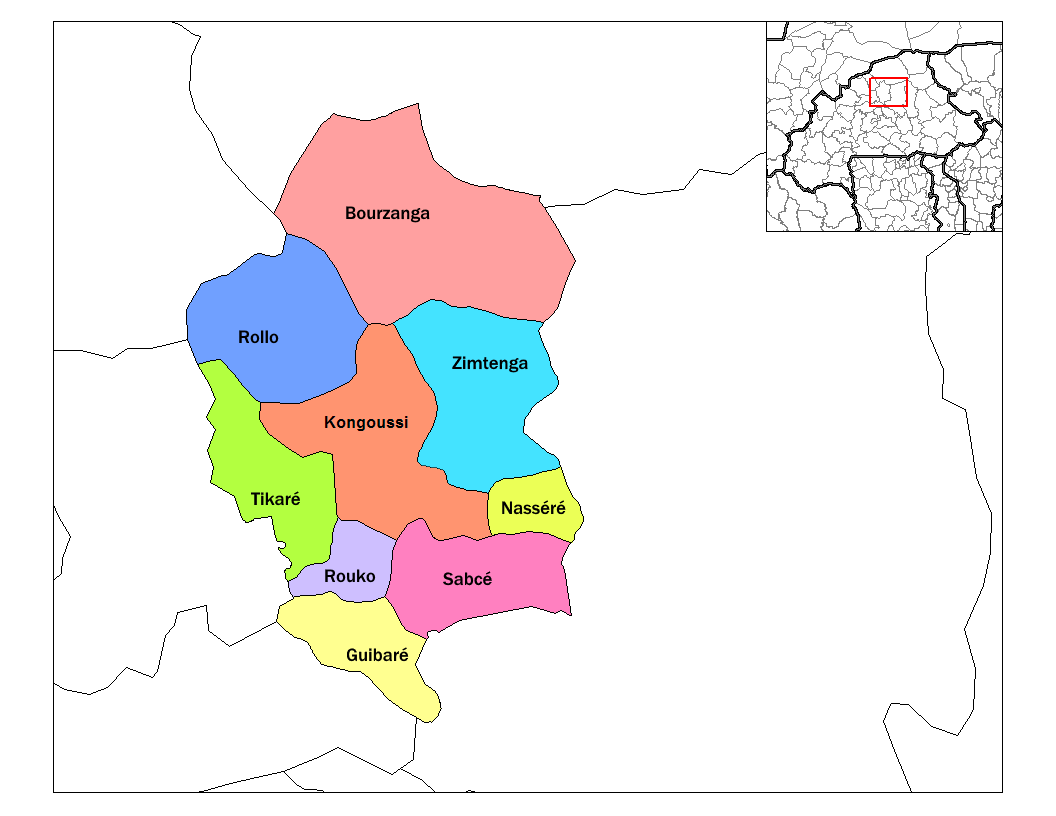
Localisation des neuf départements ou communes de la province du Bam, formant également le district sanitaire de Kongoussi.

La province des Balé est administrativement composée de neuf départements ou communes. Huit sont des communes rurales, Kongoussi est une commune urbaine dont la ville chef-lieu, subdivisée en 7 secteurs urbains, est également chef-lieu de la province :
| Département ou commune | Type de commune            | Subdivisions,                        | Chef-lieu                         | Population | Population | Population   |
| Département ou commune | Type de commune            | Subdivisions,                        | Chef-lieu                         | Est. 2003  | Rec. 2006  | Rec. 2019    |
| --- | -------------------------- | ------------------------------------ | --------------------------------- | ---------- | ---------- | ------------ |
| Bourzanga | rurale                     | 40 villages                          | Bourzanga                         | 45 057     | 47 751     | 103 266 (p.) |
| Guibaré | rurale                     | 13 villages                          | Guibaré                           | 22 510     | 23 454     | 37 419       |
| Kongoussi | urbaine                    | 1 ville (7 secteurs) et 57 villages  | Kongoussi (chef-lieu de province) | 61 245     | 70 840     | 121 585      |
| Nasséré | rurale                     | 17 villages                          | Nasséré                           | 10 591     | 10 393     | 13 154 (e.)  |
| Rollo | rurale                     | 21 villages                          | Rollo                             | 25 631     | 27 242     | 42 163       |
| Rouko | rurale                     | 8 villages                           | Rouko                             | 13 175     | 13 624     | 21 012       |
| Sabcé | rurale                     | 31 villages                          | Sabcé                             | 22 282     | 23 098     | 35 735       |
| Tikaré | rurale                     | 36 villages                          | Tikaré                            | 33 396     | 35 691     | 50 234       |
| Zimtenga (ou Zimtanga) | rurale                     | 41 villages                          | Zimtenga (ou Zimtanga)            | 21 879     | 23 098     | 49 387 (e.)  |
| 9 départements ou communes | 9 départements ou communes | 1 ville (7 secteurs) et 264 villages | Total                             | 255 766    | 275 191    | 473 955      |
| - (p.) : partiellement recensé en raison de problèmes sécuritaires ; population totale estimée par une analyse complémentaire. - (e.) : non recensé en raison de problèmes sécuritaires ; population totale estimée par une analyse complémentaire. |                            |                                      |                                   |            |            |              |

### Jumelages et accords de coopération
- Kongoussi avec :
  -  Canteleu (France), site de la ville
  -  Landerneau (France), site de la ville.

## Santé et éducation
Les neuf départements ou communes de la province forment le district sanitaire de Kongoussi.